# Cantón de Jandía
El cantón de Jandía fue una de las dos demarcaciones territoriales en que los aborígenes de Fuerteventura —Canarias— tenían dividida la isla a la llegada de los conquistadores europeos en el siglo xv. 
Al frente de la jefatura estaba Ayoze en el momento de la conquista.

## Toponimia
El término aparece como topónimo de la península homónima ya en documentos del siglo xvi. El primer autor que da el nombre de Jandía al reino meridional en que se hallaba dividida Fuerteventura es José de Viera y Clavijo ya en el siglo xvii.
De supuesta procedencia aborigen, ha sido traducido por el filólogo Ignacio Reyes como 'hecho de cerrar, encerrar, (res)guardar', apareciendo también en las fuentes con la variante Handía, Andia y Fandia.

## Características

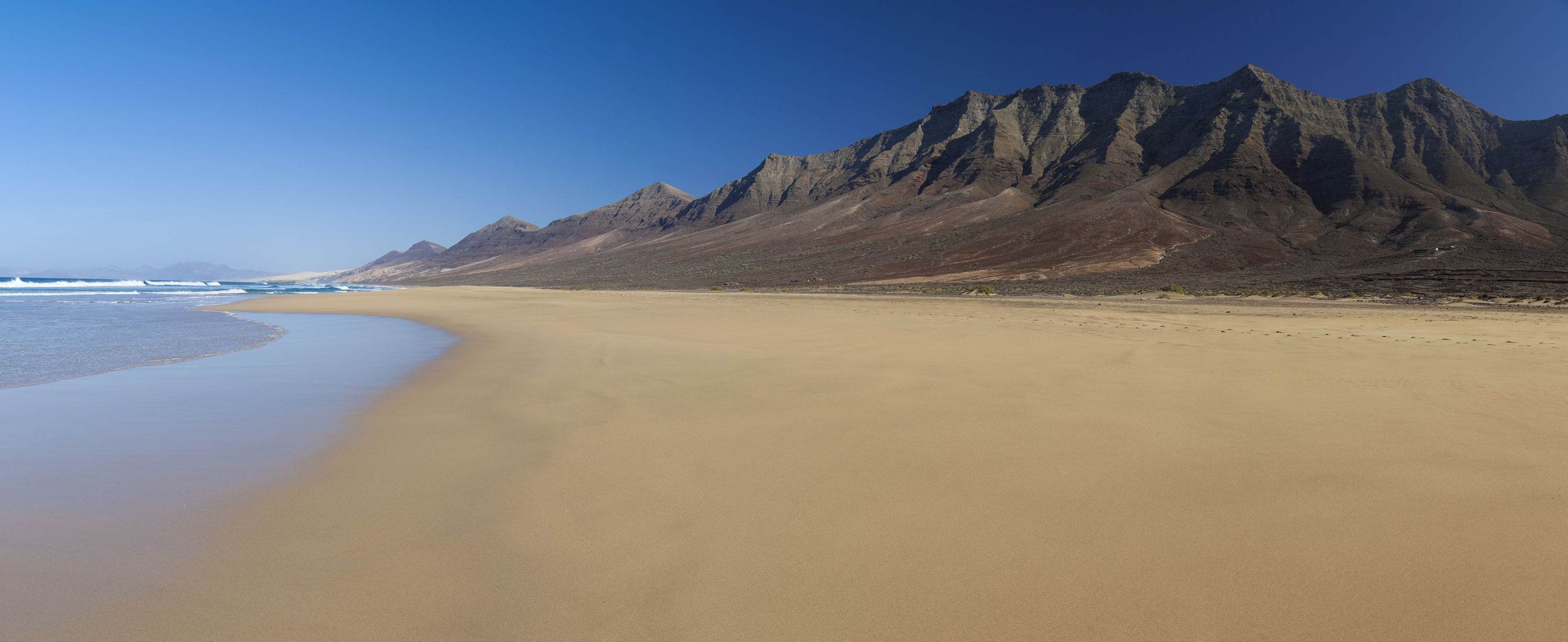
Vista panorámica de Cofete, en Jandía.

El cantón se extendía por todo el sector centro-sur de Fuerteventura «...desde donde esta la villa hasta Jandía, y la pared de ella...» según Juan de Abréu Galindo, siendo la «villa» la localidad de Betancuria. Su superficie abarcaba la de los modernos municipios de Pájara, Tuineje y parte de Antigua.
La existencia de una antigua muralla de piedra seca en el conocido por este motivo como istmo de La Pared, ha hecho ubicar tradicionalmente aquí el límite entre los reinos majos. No obstante, tanto Abréu Galindo como acuerdos del cabildo de la isla del siglo xvii que aluden a una pared que dividía las comarcas de Guise y Ayose, parecen situar dicha frontera hacia la mitad de la isla desde el Puerto de la Peña en Ajuy al oeste hasta la desembocadura del barranco de la Torre al este.

### Asentamientos
Las poblaciones más importantes eran:[cita requerida]
- Gran Valle
- Jarey
- Joró
- Cofete
- La Pared
- Vinamar

## Economía

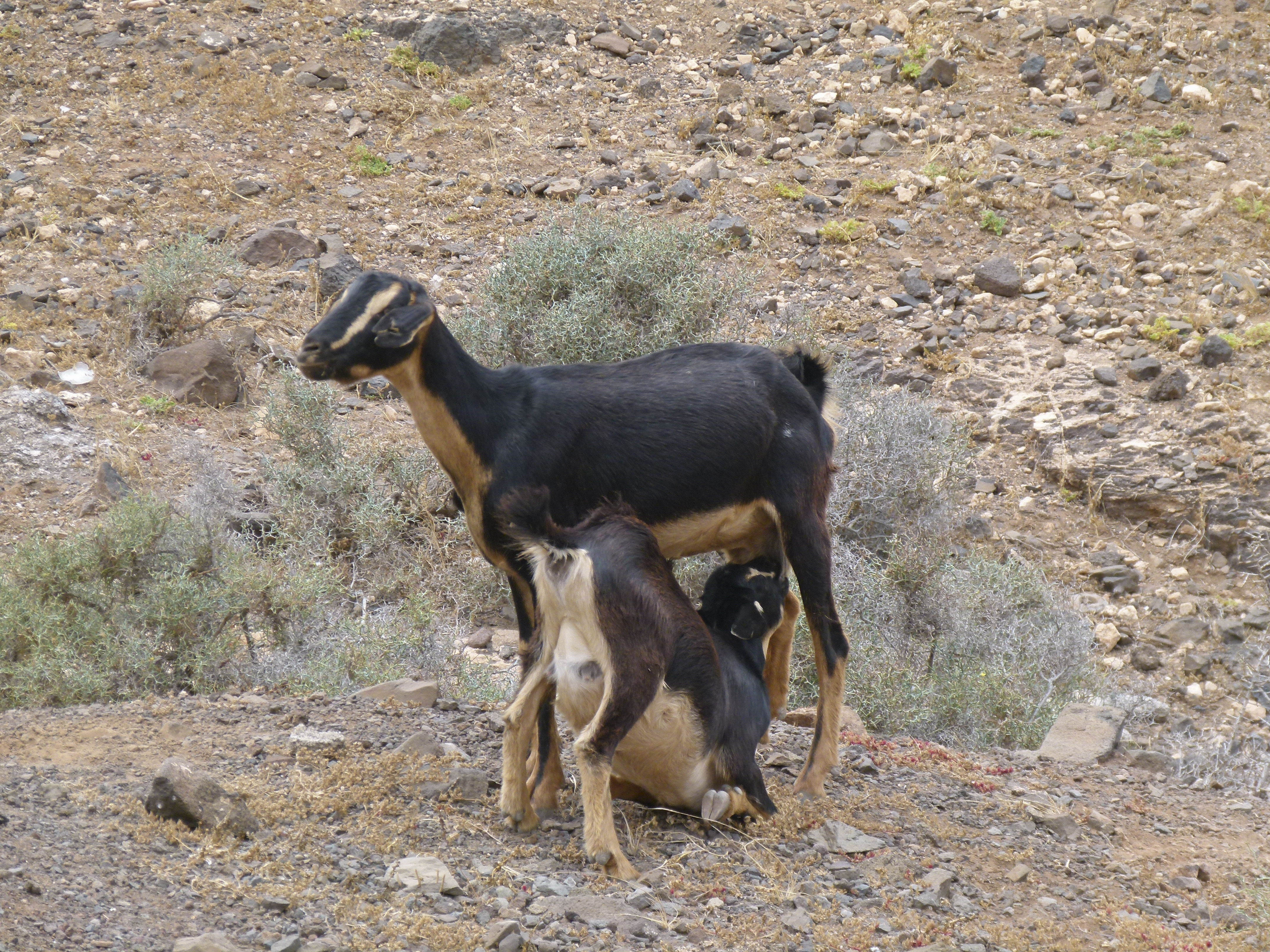
Cabras de raza majorera.

Las principales actividades económicas fueron:
- Ganadería, que consistía principalmente en la cabaña caprina, existiendo en menor medida la ovina y porcina. De estos animales se extraían productos alimenticios (leche, mantequilla, queso y cárnicos) y materias primas para la elaboración de manufacturas y utensilios (pieles, huesos, etc.).[8]

- Pesca, en la costa se explotaron los recursos marinos, mariscando lapas, mejillones y burgaos, cazando pulpos y morenas, y pescando cerca de la costa.[9]

- Agricultura de secano, muy precaria y fundamentalmente cerealista, cultivándose cebada. Uno de los usos principales de los cereales era la elaboración del tradicional gofio.[10][11] La recolección de especies vegetales silvestres, tales como támaras, yoyas y otros tipos de frutos de temporada completaba su dieta.